# Firmiana minahassae
Firmiana minahassae là một loài thực vật có hoa trong họ Cẩm quỳ. Loài này được (Koord.) Kosterm. mô tả khoa học đầu tiên năm 1965.